# Żagiew (organizacja)
Żagiew, Żydowska gwardia wolności – kolaboracyjna organizacja żydowska w getcie warszawskim, powołana pod koniec 1940 przez żydowski referat Gestapo z członków Urzędu do Walki z Lichwą i Spekulacją („Trzynastki”) do infiltrowania żydowskich i polskich organizacji podziemnych, w tym niosących pomoc Żydom. 
Żagiew pozostawała w ścisłej konspiracji udając grupę przemytniczą, dzięki czemu mogła kontrolować kanały przerzutu żywności do getta. Według różnych opinii zajmowała się też szmalcownictwem, tropiąc i wydając Niemcom Żydów ukrywających się w tzw. aryjskiej części Warszawy. Agenci Żagwi, uznawani za najbardziej wartościowych, posiadali wydane przez Gestapo pozwolenie na broń. 
Była zwalczana przez Żydowską Organizację Bojową i Żydowski Związek Wojskowy. Rozbita na początku 1941 r., szybko została odtworzona. W czasie powstania w getcie większość członków Żagwi straciło życie. Według niektórych relacji ocalał jej przywódca, Abraham Gancwajch.